# Верхнеокская культура
Верхнео́кская культура — археологическая культура железного века, распространённая на территориях сегодняшних Калужской, Орловской и Тульской областей России.
Название получено по географической местности распространения — бассейну верхней Оки. Наиболее распространёнными памятниками 1-го тысячелетия до н. э. и 1-го тысячелетия нашей эры в лесной полосе Восточной Европы являются городища. Верхнеокские памятники представлены как городищами так и селищами. Этот факт с уверенностью позволил отказаться от традиционного представления о верхнеокской культуре, как культуре исключительно «городищенской». Территориально памятники верхней Оки граничат на западе с памятниками бассейна верхнего Днепра, на востоке — Верхневолжского бассейна. Возникал вопрос — к поселениям и курганам какой группы отнести городища верхней Оки. Имевшийся, на тот момент, археологический материал позволял отметить, что культура населения Верхнеокского бассейна ближе к Верхнеднепровскому, однако отличительное своеобразие памятников верхней Оки допускало выделение их в особую группу. В 1950-е годы Институтом истории материальной культуры (ИИМК) были организованы систематические полевые исследования на обширной территории Верхнеокского бассейна. Основным итогом проведённых работ явилось установление своеобразия культуры бассейна верхней Оки, а также подтверждение того, что верхнеокская культура ближе к культуре бассейна верхнего Днепра, чем верхней Волги. Выделение верхнеокской культуры в отдельную с обозначением её специфических черт принадлежит археологу-слависту В. В. Седову.
Носители верхнеокской культуры обычно рассматриваются как восточная группа днепровских балтов, которая предположительно использовала диалекты днепровско-окского языка.

## Границы распространения
Северная граница распространения верхнеокских памятников определяется рекой Угра (приток Оки); южная — притоками Оки: Цон, Зуша и Нугрь; восточная граница проходит по правобережью Оки; западная последовательно проходит по водоразделам рек Рессы, Жиздры и Болвы, далее — по рекам Навле и Неруссе (притоки Десны).

## История исследования и датировка

Т. Н. Никольская — учёный-археолог, внёсшая основополагающий вклад в фундаментальное исследование верхнеокской культуры

В истории изучения верхнеокской культуры выделяются два этапа: первый — рубеж XIX—XX веков — 1960-е годы; второй — 1970-е — начало XXI века. Первые разведки и раскопки проводились в 1899—1903 годах членами Калужской учёной архивной комиссии — Н. И. Булычовым на городищах Мужитино и Гремячево; Н. В. Тепловым, И. Д. Четыркиным и Ю. Г. Гендуне на городище Дуна. В 1920-е — 1940-е годы К. Я. Виноградов исследовал памятники в урочище Певкин Бугор у села Желохова. Экспедицией Государственной академии истории материальной культуры были обследованы уже известные и открыты новые памятники: городища у села Николо-Ленивец и у деревень Вороновой и Свинуховой. В Орловской области в 1920-х годах археологические исследования проводили П. С. Ткачевский и К. Я. Виноградов, в 1938 году — Н. П. Милонов. С 1934 по 1940 год обследование памятников на правобережье верхней Оки осуществляли М. А. Дружинин и Г. А. Дорер.

В. В. Седов — выделил верхнеокскую культуру

В 1950-е годы Верхнеокским отрядом Славянской археологической экспедиции под руководством Т. Н. Никольской проводились беспрецедентные по своим масштабам и объёмам работ археологические изыскания в верхнеокском бассейне. В результате исследований Т. Н. Никольская выделила группу опорных памятников — городищ, относящихся к эпохе раннего железного века. Анализируя типологию лепной керамики и основы домостроительства в сравнении с материалами памятников Верхнего Поволжья, Верхнего Поднепровья и бассейна Десны, она сделала вывод, что городища верхней Оки не входят, как предполагалось раньше, в группу городищ дьяковского типа, а ближе к памятникам деснинской и верхнеднепровской группы, а также к мощинской культуре раннего Средневековья. П. Н. Третьяков в 1960-е годы определил верхнеокскую культуру как локальный вариант днепро-двинской культуры. В. В. Седов выделил верхнеокскую культуру, вписав её в карту лесных культур европейской части России и на основе близости керамического материала днепро-двинской, юхновской и верхнеокской культур сделал предположение об их общем происхождении.
Второй этап в изучении верхнеокской культуры связан с деятельностью Среднерусской экспедиции Института археологии АН СССР, проводившей комплексные исследования с 1974 по 1980 год под руководством И. К. Фролова, и с работами Тульской археологической экспедиции в 1990-х — 2000-х годах с участием В. П. Гриценко, А. Н. Наумова, А. М. Воронцова, которыми были открыты и исследованы десятки новых поселений раннего железного века, относимыми к верхнеокской культуре.
Большинство раскопанных опорных памятников Т. Н. Никольская датировала IV—II веками до н. э. Но на таких городищах как Вороново, Гремячево, Надежда и др. обнаружены и более ранние культурные горизонты VI—V веков до н. э. Поэтому хронологические границы культуры требуют ещё своего уточнения.

## Носители культуры
Южную часть лесной полосы Русской равнины и северную полосу лесостепи от Балтийского моря до бассейна верхней Оки в 1-м тысячелетии до н. э. занимали балтские племена. В данном ареале выделены пять основных балтских культур: штрихованной керамики, милоградская, днепро-двинская, юхновская и верхнеокская. Отмечается близость всех пяти культур и особенно родственность днепро-двинской, юхновской и верхнеокской, которая просматривается в типологии памятников, отраслях хозяйства, культуре. Отличительные особенности усматриваются в тесте, форме, орнаментации керамических изделий. До исследований Т. Н. Никольской в 1950-х годах население верхней Оки относили к финно-угорскому этносу. П. Н. Третьяков выдвигал предположение о двухслойности верхнеокского культурного слоя (не выделяя верхнеокскую в отдельную культуру): нижнего слоя — днепро-двинского, верхнего — юхновского. Однако стратиграфия раскопок не выявила двух культурных прослоек. Археологи И. К. Фролов, О. Л. Прошкин определяли культуру верхней Оки как «окский вариант юхновской культуры» с некоторыми характерными отличиями.
На рубеже новой эры под натиском сарматов часть населения юхновской культуры Подесенья ушла к близким племенам на верхнюю Оку. Туда же, вслед за юхновскими, устремились и почепские племена. По деснянскому и верхне-днепровскому районам почепские племена ассимилировали местное население балтских культур. По району верхней Оки почепские племена растворились в среде верхнеокских племён и вошли в состав новой балтской культуры территории верхней Оки — мощинской.

## Поселения
Памятники верхнеокской культуры представлены городищами и селищами. Городища располагались на мысу коренного берега реки или на высоких террасах. Напольная сторона защищалась одной или несколькими линиями валов и рвов. На валах устраивались деревянные стены. Селища располагались вблизи городищ, а иногда за их укреплениями, представляя одно поселение с укреплённой частью. Поселения болотного типа не имели мощных укреплений, а использовали естественные природные преграды.
Для поселений верхнеокской культуры характерны прямоугольные в плане наземные жилища каркасно-столбовой конструкции, разделённые на несколько помещений (обычно на два) лёгкими перегородками, общей площадью 20—30 м2 (реже 60—70 м2), ориентированы северо-восток — юго-запад. Стены снаружи и внутри, а равно и пол обмазывались глиной. Внутри каждого помещения (или в одном), обычно посередине, в полу находился очаг, рядом вдоль стен — нары. Известны каменные очаги и глинобитные. Снаружи, вблизи жилища, устраивались хозяйственные постройки различного назначения.

## Хозяйство
Основным занятием населения являлось скотоводство. Среди найденных на поселениях костных остатков наибольший процент составляли кости лошади. Второй по значению отраслью хозяйства являлось земледелие. Оно не было ещё ведущей отраслью, но достигло уже значительного развития. Немаловажную роль играли охота и рыбная ловля.

## Керамика
Керамика верхнеокской культуры представлена в основном груболепными гладко- тонкостенными (толщина стенок от 3—5 и до 5—7 мм при толщине донца не более 10 мм) горшками баночной формы с прямыми или немного отогнутыми венчиками, украшенные в верхней части ямчатыми вдавлениями округлой, прямоугольной, треугольной форм, а край венчика орнаментирован насечками, защипами, пальцевыми вдавлениями. В глину добавлялась мелкая или крупная дресва, шамот и песок. Реже встречаются слабопрофилированные усечённо-конической и бочёнковидной формы, а также мискообразные сосуды. Найдены также рыболовные керамические грузила.

## Вещевой комплекс
Орудия труда: из кости сделаны проколки, шилья, кочедыки, тупики для мездрения шкур; керамические пряслица и грузики, каменные (известняковые) грузики, каменные точильные бруски, «рогатые кирпичи»; железные ножи, топоры и серпы.

Предметы охоты и вооружения: костяные наконечники стрел, костяные псалии, гарпунные наконечники, глиняные ядра, манки́.

Детали одежды и украшений: костяные булавки, застёжки-пряжки, бронзовые подвески и булавки со спиральной головкой, ажурные навершия булавок подгорцевского стиля, которые являются специфическим украшением для верхнеокской культуры, браслеты латенского стиля, перстни, кольца, серьги и височные подвески скифского типа.
Медь и бронза использовались в основном для изготовления деталей одежды и украшений. Свидетельством местной металлургии являются находки тиглей, льячек, железных и медных шлаков.

## Группа памятников типа Упа 2
«Упа-2» — вновь выявленная в 2010-е годы Е. В. Столяровым группа памятников II—I веков до н. э. — I века новой эры на правобережье Верхней Оки в системе верхнеокской культуры раннего железного века. Существуют две наиболее вероятные гипотезы происхождения этой группы памятников. Первая гипотеза связана с проникновением позднеюхновских древностей верхнего Подесенья. Вторая — с проникновением вглубь верхнеокского региона отдельных групп позднегородецкого населения верхнего Подонья, испытавших на себе влияние лесостепной скифоидной культуры. В то же время не исключается возможность миграции в последние века 1 тысячелетия до н. э. непосредственно скифоидного населения с территории среднего Подонья или Курского Посеймья. Группа представлена опорными памятниками: селищами Упа-2, Супруты и городищами Борисово, Торхово, Супруты, Лобынское. Ранее эти памятники рассматривались совокупно с древностями верхнеокской культуры. Наибольшее количество памятников сосредоточено на территории бассейна реки Упы.